# Gilad Bloom
Gilad Bloom גלעד בלום (Tel Aviv, 1º marzo 1967) è un ex tennista israeliano.

## Carriera
Ottenne il suo best ranking in singolare il 15 ottobre 1990 con la 61ª posizione, mentre nel doppio divenne il 24 febbraio 1992, il 62º del ranking ATP.
In carriera, in singolare, raggiunse in tre occasione la finale di tornei del circuito ATP, uscendone però sempre sconfitto. Nel 1990 riuscì a raggiungere il quarto turno degli US Open, miglior prestazione nei tornei del grande slam, nel quale venne superato dal cecoslovacco Ivan Lendl in tre set, con il risultato di 0-6, 3-6, 4-6. Inoltre, vinse sei tornei del circuito Challenger, tra cui per ben quattro volte il Jerusalem Challenger.
Quattro furono invece i successi ottenuti in doppio nel circuito ATP, su un totale di cinque finali raggiunte.
Fece parte della squadra israeliana di Coppa Davis dal 1986 al 1995 con un bilancio complessivo di tredici vittorie e ventidue sconfitte.

## Statistiche

### Tornei ATP

#### Singolare

##### Sconfitte in finale (3)
| Legenda singolare           |
| Grande Slam (0)             |
| ATP World Tour Finals (0)   |
| ATP Super 9 (0)             |
| ATP Championship Series (0) |
| ATP World Series (3)        |

| Numero | Data            | Torneo                      | Superficie | Avversario in finale | Punteggio     |
| 1.     | 16 ottobre 1989 | Tel Aviv Open, Tel Aviv     | Cemento    | Jimmy Connors        | 6-2, 2-6, 1-6 |
| 2.     | 18 giugno 1990  | Manchester Open, Manchester | Erba       | Pete Sampras         | 6-7, 6-7      |
| 3.     | 22 aprile 1991  | Singapore Open, Singapore   | Cemento    | Jan Siemerink        | 4-6, 3-6      |

#### Doppio

##### Vittorie (4)
| Legenda singolare           |
| Grande Slam (0)             |
| ATP World Tour Finals (0)   |
| ATP Super 9 (0)             |
| ATP Championship Series (0) |
| ATP World Series (4)        |

| Numero | Data            | Torneo                   | Superficie  | Compagno        | Avversari in finale            | Punteggio     |
| 1.     | 12 ottobre 1987 | Tel Aviv Open, Tel Aviv  | Cemento     | Shahar Perkiss  | Wolfgang Popp Huub van Boeckel | 6-2, 6-4      |
| 2.     | 2 novembre 1987 | ATP San Paolo, San Paolo | Cemento     | Javier Sánchez  | Tomás Carbonell Sergio Casal   | 6-3, 6-7, 6-4 |
| 3.     | 15 aprile 1991  | Seoul Open, Seul         | Cemento     | Alex Antonitsch | Kent Kinnear Sven Salumaa      | 7-6, 6-1      |
| 4.     | 13 maggio 1991  | Croatia Open Umag, Umago | Terra rossa | Javier Sánchez  | Richey Reneberg David Wheaton  | 7-6, 2-6, 6-1 |

##### Sconfitte in finale (1)
| Legenda singolare           |
| Grande Slam (0)             |
| ATP World Tour Finals (0)   |
| ATP Super 9 (0)             |
| ATP Championship Series (0) |
| ATP World Series (1)        |

| Numero | Data           | Torneo                  | Superficie | Compagno      | Avversari in finale          | Punteggio |
| 1.     | 8 gennaio 1990 | Heineken Open, Auckland | Cemento    | Paul Haarhuis | Kelly Jones Robert Van't Hof | 6-7, 0-6  |

### Tornei minori

#### Singolare

##### Vittorie (6)
| Legenda tornei minori |
| Challenger (6)        |
| Futures (0)           |

| Numero | Data              | Torneo                            | Superficie  | Avversario in finale | Punteggio |
| 1.     | 28 settembre 1987 | Estoril Challenger, Estoril       | Terra rossa | Mark Dickson         | 7-6, 6-3  |
| 2.     | 11 aprile 1988    | Jerusalem Challenger, Gerusalemme | Cemento     | Christian Geyer      | 6-1, 7-5  |
| 3.     | 10 aprile 1989    | Jerusalem Challenger, Gerusalemme | Cemento     | Shahar Perkiss       | 7-6, 6-2  |
| 4.     | 31 luglio 1989    | IPP Trophy, Ginevra               | Terra rossa | Arnaud Boetsch       | 6-1, 6-2  |
| 5.     | 6 aprile 1992     | Jerusalem Challenger, Gerusalemme | Cemento     | Vladimir Gabričidze  | 6-3, 6-1  |
| 6.     | 3 maggio 1993     | Jerusalem Challenger, Gerusalemme | Cemento     | Maurice Ruah         | 7-6, 6-4  |

#### Doppio

##### Vittorie (8)
| Legenda tornei minori |
| Challenger (8)        |
| Futures (0)           |

| Numero | Data              | Torneo                              | Superficie    | Compagno          | Avversari in finale                | Punteggio     |
| 1.     | 16 giugno 1986    | Bergen Challenger, Bergen           | Terra rossa   | Christer Allgårdh | Stephan Medem Harald Rittersbacher | 6-4, 4-6, 6-4 |
| 2.     | 20 aprile 1987    | Jerusalem Challenger, Gerusalemme   | Cemento       | Shahar Perkiss    | Shlomo Glickstein Amos Mansdorf    | 7-5, 7-5      |
| 3.     | 21 novembre 1988  | Copenaghen Challenger, Copenaghen   | Sintetico (i) | Wojciech Kowalski | Peter Bastiansen Peter Flintsø     | 7-6, 7-5      |
| 4.     | 27 marzo 1989     | Guadeloupe Challenger, Guadalupa    | Cemento       | Brad Pearce       | Patrick Baur Christian Saceanu     | 6-4, 6-2      |
| 5.     | 24 settembre 1990 | Thessaloniki Challenger, Salonicco  | Cemento       | Alexis Hombrecher | Nick Brown Johan Carlsson          | 6-1, 7-6      |
| 6.     | 3 maggio 1993     | Jerusalem Challenger, Gerusalemme   | Cemento       | Christian Saceanu | Danilo Marcelino Fernando Meligeni | 4-6, 6-4, 7-6 |
| 7.     | 12 luglio 1993    | Comerica Bank Challenger, Aptos     | Cemento       | Christian Saceanu | Cristiano Caratti Grant Doyle      | 7-5, 6-3      |
| 8.     | 22 novembre 1993  | Rogaska Challenger, Rogaška Slatina | Sintetico (i) | Fernon Wibier     | Karol Kučera Marián Vajda          | 6-3, 6-2      |